# Evelia Rivera Arriaga
Evelia Rivera Arriaga es una científica mexicana reconocida por sus aportaciones en el campo de política pública y cambio climático en sistemas costeros. Fue titular de la Secretaría de Medio Ambiente y Aprovechamiento Sustentable del Gobierno del Estado de Campeche (2009-2015) y autora líder en el Grupo de Expertos del Reporte Global Especial sobre Océanos y Criosfera del grupo Intergubernamental de Expertos sobre el Cambio Climático (IPCC).

## Trayectoria académica y profesional
Estudió biología en la Universidad Nacional Autónoma de México y posteriormente una maestría y un doctorado en Política Marina en la Universidad de Delaware en el área de concentración en Relaciones internacionales. En 2009, fue nombrada titular de la Secretaría de Medio Ambiente y Aprovechamiento Sustentable del Gobierno del Estado de Campeche.
Ha sido consultora para el Banco Interamericano de Desarrollo en proyectos de manejo costero en Latinoamérica y el Caribe, consultora para el Programa de las Naciones Unidas para el Desarrollo, y coordinadora Nacional de la Comunicación de Cambio Climático para el Instituto Nacional de Ecología y Cambio Climático.
Es profesora investigadora del Instituto de Ecología, Pesquerías y Oceanografía del Golfo de México, de la Universidad Autónoma de Campeche. Profesora externa en la Universidad Marista de Mérida, en la Facultad de Ciencias de la UNAM, campus Sisal, Yucatán, e investigadora asociada del Centro en estudios de Política Marina de la Universidad de Delaware.
Es integrante del comité científico de asesoría política del Instituto Interamericano para la Investigación del Cambio Global, del directorio de profesionales de aguas marinas y dulces de la Comisión Oceanográfica Intergubernamental de la Unesco (COI-UNESCO) y del Foro Global para Océanos, Costas e Islas.

## Líneas de Investigación
Su línea principal de investigación es el desarrollo, conservación y manejo sustentable de los sistemas costeros desde la perspectiva de política marina, políticas públicas, gobernanza y tratados internacionales. Ha realizado trabajos sobre ecología costera en el Golfo de México, el Mar Caribe, el Océano Atlántico Norte y el Océano Pacífico Norte. Desarrolló políticas ambientales en forestal, silvícola, REDD+, conservación de la biodiversidad, áreas naturales protegidas, cambio climático y calidad del aire, conservación y manejo sustentable de recursos hídricos, manejo integrado de la zona costera-marina y acceso a la justicia ambiental.

## Producción científica
Ha dirigido 20 tesis de licenciatura y posgrado, además ha impartido más de 100 conferencias y 150 cursos de licenciatura, maestría y doctorado. Cuenta con 82 publicaciones nacionales e internacionales las cuales han sido citadas más de 600 veces.
Entre sus publicaciones científicas más destacadas se encuentran:
- The Coast of Mexico: approaches for its management. E Rivera-Arriaga, G Villalobos. Ocean & coastal management

- Zooplancton e hidrodinámica en zonas liberales y arrecifales de Quintana Roo, México.  E. Suárez Morales, E. Rivera Arriaga. Hidrobiológica.

- Descripción de la dinámica poblacional en la zona costera mexicana durante el periodo 200-2005. I Azuz-Adeath, E Rivera-Arriaga. Papeles de población.